# فریب‌کاری (فیلم)
فریب‌کاری (انگلیسی: The Hustle) محصول سال ۲۰۱۹ سینمای آمریکا، فیلمی در ژانر کمدی به کارگردانی کریس آدیسون و نویسندگی استنلی شاپیرو، پاول هنینگ، دیل لاونر، کاسپر کریستنسن و جک شفر است. از بازیگران آن می‌توان به ان هتوی، ربل ویلسون، الکس شارپ و تیم بلیک نلسون اشاره کرد.
این فیلم توانست ۴ برابر هزینه خود بفروشد.

## خلاصه
پس از معرفی عضو اول این گروه دونفره – جوزفین چستفیلد با بازی هتوی که با کمک یک پلیس فاسد به نام بریجیت دژاردین (با بازی اینگرید اولیور (Ingrid Oliver)) میلیاردرها را در شهر خیالی بومونت گول می‌زند – او سوار قطاری می‌شود که در آن همکار جدیدش را پیدا می‌کند. پنی راست با بازی ویلسون یک حقه‌باز ناچیز است، که سر مردها را کلاه می‌گذارد تا خرج عمل خواهر جذابش که احتمالا عکسش را از اینستاگرام کش رفته را بپردازند.
جوزفین پنی را به سمتی دیگر هدایت می‌کند، چون نمی‌خواهد این زن کلاهبردار کار و کاسبی او را در بومونت خراب کند. جک شیفر (Jac Schaeffer) نویسنده‌ی فیلم کاملا دیالوگی از فیلم قبلی را در اینجا کپی کرده – یک شکارچی که به خرگوش‌ها تیراندازی می‌کند شکار‌های اصلی را فراری می‌دهد – آن هم بدون اینکه به این فکر کند چطور این زنان باکلاس چنین استعاره‌هایی درباره‌ی شکار کردن را بلدند. اما پنی همان کاری که نباید بکند را انجام می‌دهد: او وارد قلمروی جوزفین می‌شود و آماده است تا همه چیز را خراب کند.
کسانی که فیلم Scoundrels را دیده‌اند می‌توانند ادامه‌ی داستان را هم حدس بزنند، جایی که جوزفین موافقت می‌کند به پنی هنر کلاهبرداری سطح بالا را آموزش دهد تا شاید هردوی آن‌ها از شرایط جدیدشان راضی‌تر باشند. صحنه‌های آموزش دادن در فیلم پیچش‌های گیج‌کننده‌ای دارند (چرا جوزفین به شاگردش یاد می‌دهد به سمت اهداف، چاقو پرتاب کند؟). و روش کلاهبرداری آن‌ها که در آن مردانی که قرار است با جوزفین ازدواج کنند در لحظه‌ی آخر با خواهر عجیب او آشنا شده و آنقدر سریع از آنجا فرار می‌کنند که حلقه‌های نامزدی گرانقیمت را فراموش می‌کنند خیلی مسخره است.